# Gewone bandcivetkat
De gewone bandcivetkat (Hemigalus derbyanus) is een zoogdier uit de familie van de civetkatachtigen (Viverridae). De wetenschappelijke naam van de soort werd voor het eerst geldig gepubliceerd door Gray in 1837.

## Kenmerken
Dit dier heeft een enigszins wollige, gelig grijze vacht met donkere lengtestrepen over de spitse snuit en grote, zwarte halvemaanvormige vlekken op de rug. De donkere staart bevat bij de wortel enkele lichte en donkere ringen. Aan de tenen bevinden zich sterke, intrekbare nagels. De lichaamslengte varieert van 40 tot 50 cm en de staartlengte van 25 tot 40 cm.

## Leefwijze
Het voedsel bestaat hoofdzakelijk uit wormen, sprinkhanen, slakken, krabben, kikkers, enz.

## Voorkomen
De soort komt voor in Myanmar, Indonesië, Maleisië en Thailand.

## Ondersoorten
Er zijn 4 ondersoorten van de gewone bandcivetkat bekend:
- - H. d. derbyanus (Gray, 1837)
  - H. d. boiei (Muller, 1838)
  - H. d. minor (Miller, 1903)
  - H. d. sipora (Chasen & Kloss, 1927)